# Isaac Penignton (cuáquero)
Isaac Penington (1616–1679) fue uno de los primeros miembros de la Sociedad Religiosa de los Amigos (cuáqueros) británico.
Penington era el hijo mayor de Isaac Penington (Padre), un puritano quien había servido como alcalde Mayor de Londres. Penington se casó con una viuda llamada Mary Springett y tuvieron cinco hijos. La hijastra de Penington, Gulielma Springett, se casó con William Penn. Convencidos de que la fe cuáquera era auténtica, Penington y su esposa se unieron a los Amigos en 1657 o 1658.
Se convirtió en un promotor influyente y defensor del movimiento cuáquero, escribiendo extensamente sobre varios temas.  Sus escrituras son apreciadas por ser profundas y elocuentes en la exploración de la experiencia espiritual, sus cartas son leídas dentro del Cuaquerismo por su consejo espiritual.  Sus obras completas fueron publicadas inicialmente en 1681 y siguen en impresión en inglés hoy. 
Penington se convirtió en un promotor influyente y defensor del movimiento cuáquero, publicando varios libros del movimiento.  Fue encarcelado seis veces por sus creencias, empezando en 1661.  A veces la acusación era por negarse a hacer juramentos, ya que el testimonio de integridad cuáquero insistía en que si siempre estabas obligado a decir la verdad, no tenías porqué jurar.  Pero este rechazo quedó prohibido por el Acta Cuáquera de 1662.  Fue acusado por asistir a una reunión cuáquera, que estaba prohibido por el Acta de Conventículos de 1664.
La esposa de Penington, Mary, era una mujer destacadda en su derecho propio.   Su hija Gulielma, del primer matrimonio con Sir William Springett (quién murió joven), fue la primera esposa de William Penn.